# The Luck o' the Foolish
The Luck o’ the Foolish è un cortometraggio statunitense del 1924, diretto da Harry Edwards, con Harry Langdon.

## Trama
Lo zio di Marcie avrebbe potuto trovare un’ottima opportunità di lavoro per il marito della nipote, Harry, se solo avesse avuto a disposizione una iniziale consistente somma di denaro, che Harry, in compagnia della moglie, gli sta portando. Per raggiungere il parente la coppia intraprende dunque un lungo viaggio in treno. Dopo una faticosa sistemazione nelle cuccette, il mattino successivo il vagone viene turbato dal concitato inseguimento che lo sceriffo intraprende nei confronti del noto criminale Dan McGrew, che tuttavia gli sfugge. Del trambusto approfitta il disonesto Frank, in viaggio sullo stesso treno con l’amica Maddie, per sottrarre il portafoglio alla coppia.
A Harry non resta che riprendere l’occupazione consueta, quella non certo remunerativa di vigile urbano. Durante una ronda notturna egli si trova a passare in prossimità dell’abitazione di Maddie che, insieme a Frank, sta dando un ricevimento. Nella casa si trova casualmente anche Marcie, nella sua attività di sarta rammendatrice a domicilio: qui ella vede con stupore cadere dalle tasche di Frank il portafoglio rubatole, e riesce inizialmente con l’astuzia a riprenderne possesso.
Ma l’affare si complica quando il latitante McGrew penetra nella casa: dovrà intervenire Harry a recuperare fortunosamente il maltolto e a sbaragliare McGrew.